# Lorenz Dittmann
Lorenz Dittmann (* 27. März 1928 in München; † 11. März 2018 in Saarbrücken) war ein deutscher Kunsthistoriker.

## Leben und Werk
Lorenz Dittmann wurde als Sohn eines aus Nabburg in der Oberpfalz gebürtigen Buchdruckers und dessen Frau in München geboren. Er hatte eine früh verstorbene ältere Schwester und wuchs in der Türkenstraße (Ecke Schellingstraße) in der Maxvorstadt auf. Während des Zweiten Weltkrieges war er als Luftwaffenhelfer eingesetzt.
Nach dem Abitur an der Gisela-Oberrealschule arbeitete Dittmann in der Nachkriegszeit als Bauhilfsarbeiter beim Wiederaufbau von Münchener Universitätsinstituten und studierte anschließend von 1948 bis 1952 an der Ludwig-Maximilians-Universität München die Fächer Klassische Archäologie, Kunstgeschichte und Philosophie. Nach vier Semestern wechselte Dittmann zur Technischen Hochschule München, um Architektur zu studieren, kehrte allerdings wieder zu seinen früheren Studiengängen an der Universität München zurück.
Im Jahr 1955 wurde Dittmann mit einer von Ernst Strauss betreuten Dissertation mit dem Titel Die Farbe bei Grünewald promoviert. Im Folgejahr 1956 erhielt er ein Stipendium der Deutschen Forschungsgemeinschaft zur Durchführung von Studien zur Farbgestaltung in der venezianischen Malerei des 15. und 16. Jahrhunderts. Bei den Staatlichen Museen in München (Graphische Sammlung, Bayerische Staatsgemäldesammlung) arbeitete Dittmann im Jahr 1957 als wissenschaftlicher Volontär.
Als Assistent von Wolfgang Braunfels wechselte er im Jahr 1958 an das Kunsthistorische Institut der Rheinisch-Westfälischen Technischen Hochschule Aachen, wo er sich im Jahr 1965 mit der Arbeit Stil, Symbol, Struktur. Studien zu Kategorien der Kunstgeschichte habilitierte. Die Arbeit wurde im Jahr 1967 in München veröffentlicht. In Aachen lernte Dittmann seine spätere Frau Marlen (* 1940) kennen, die er im Jahr 1965 heiratete.
Als Nachfolger Wilhelm Messerers übernahm er zum Wintersemester 1977/1978 den Lehrstuhl für Kunstgeschichte an der Universität des Saarlandes in Saarbrücken, den er bis zu seiner Emeritierung Ende März 1996 innehatte.
Zu seinem umfassenden wissenschaftlichen Werk gehören unter anderem zahlreiche Ausstellungskataloge und die zuletzt erschienenen Monographien Der Wiederkehr der antiken Götter im Bilde. Versuch einer neuen Deutung (2001) sowie Die Kunst Cezannes. Farbe, Rhythmus, Symbolik (2005). Dittmann begleitete die Entwicklung des Saarlandmuseums als Gründungsmitglied des Museumsbeirats und übernahm verschiedene Aufgaben in der Stiftung Saarländischer Kulturbesitz.
Lorenz Dittmann hat einen Sohn und eine Tochter und lebte mit seiner Frau in Saarbrücken.
Sein Nachlass befindet sich im Deutschen Kunstarchiv im Germanischen Nationalmuseum in Nürnberg.

## Veröffentlichungen (Auswahl)
- mit Kurt Badt: Kunsttheoretische Versuche. DuMont-Schauberg, Köln 1968.
- (Hrsg.), Kurt Badt (Autor): Paolo Veronese. DuMont Reiseverlag, Ostfildern 1981, ISBN 3-7701-1200-8.
- Farbgestaltung und Farbtheorie in der abendländischen Malerei. Wissenschaftliche Buchgesellschaft, Darmstadt 1987, ISBN 3-534-02383-8
- Gottfried Boehm, Arthur C. Danto, Lorenz Dittmann: Anschauung als ästhetische Kategorie. Vandenhoeck + Ruprecht, Göttingen 1997, ISBN 3-525-80297-8.
- Kategorien und Methoden der deutschen Kunstgeschichte 1900–1930. Steiner Franz Verlag, Wiesbaden 1998, ISBN 3-515-04389-6.
- Die Kunst Cézannes: Farbe – Rhythmus – Symbolik. Böhlau, Wien, Köln u. a. 2005, ISBN 3-412-11605-X.